# UFC on Fox: Johnson vs. Reis
UFC on Fox: Johnson vs. Reis (también conocido como UFC on Fox 24) fue un evento de artes marciales mixtas organizado por Ultimate Fighting Championship. Se llevó a cabo el 15 de abril de 2017 en el Sprint Center, en Kansas City, Misuri.

## Historia
El evento estelar contó con el combate por el título de peso mosca entre el campeón Demetrious Johnson y Wilson Reis.
El evento coestelar enfrentará a Rose Namajunas y Michelle Waterson en una pelea de peso paja femenino.

## Premios extra
Los siguientes peleadores recibieron un bono de $50 000 dólares:

- Pelea de la Noche: Tim Elliott vs. Louis Smolka
- Actuación de la Noche: Demetrious Johnson y Robert Whittaker